# Plouezoc’h
Plouezoc’h (bretonisch Plouezoc’h) ist eine französische Gemeinde im Norden der Bretagne im Département Finistère mit 1640 Einwohnern (Stand 1. Januar 2022).

## Lage
Der Ort befindet sich im Norden der Bretagne nahe der Atlantikküste am Ärmelkanal bei der Bucht von Morlaix (Rade de Morlaix).
Morlaix liegt sieben Kilometer südlich, Brest 60 Kilometer westlich und Paris etwa 450 Kilometer östlich.

## Verkehr
Bei Morlaix befindet sich die nächste Abfahrt an der Europastraße 50 (Brest-Rennes) und ein Regionalbahnhof an der überwiegend parallel verlaufenden Bahnlinie. 
Bei Brest und Rennes befinden sich Regionalflughäfen.

## Bevölkerung
| Jahr | Einwohner |
| ---- | --------- |
| 1962 | 1303      |
| 1968 | 1249      |
| 1975 | 1262      |
| 1982 | 1480      |
| 1990 | 1625      |
| 1999 | 1567      |
| 2006 | 1587      |
| 2017 | 1596      |

## Sehenswürdigkeiten
- Leuchtturm auf der Île Noire

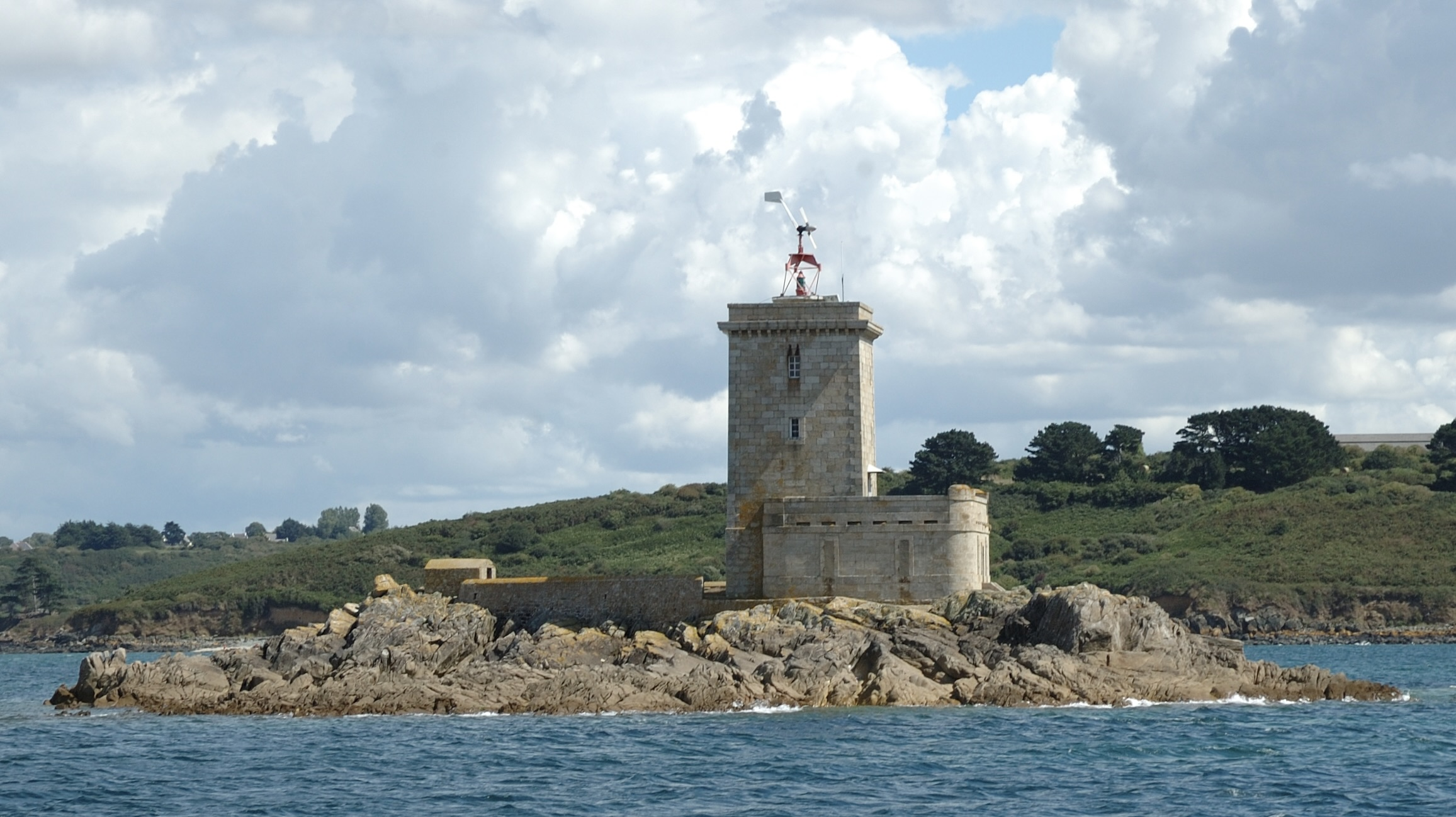
Leuchtturm auf der Île Noire

Siehe auch: Liste der Monuments historiques in Plouezoc’h

## Tourismus
Sehenswürdigkeiten in dem Küstenort mit gut erschlossener touristischer Infrastruktur und zahlreichen Gästebetten in unterschiedlichen Kategorien sind und u. a. die Festung Château du Taureau und der Cairn von Barnenez.